# کاربراتور

نوعی کاربراتور

کاربوراتور یا کاربُراتور (به فرانسوی: carburateur) نام وسیله‌ای در خودرو است که وظیفه دارد سوخت مورد نیاز موتور در سیستم‌های کاربراتوری را در کلیه شرایط به نحوی آماده کند که موتور با بهترین شرایط ممکن کار کند.
«کاربراتور» در سال ۱۸۷۶ میلادی، توسط یک مخترع آلمانی به نام گوتلیب دایملر اختراع شد.

## طرز کار کاربراتور

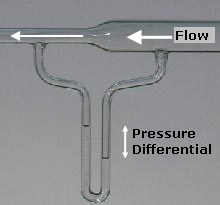
لوله ونتوری و کاربرد معادلات پیوستگی و برنولی در آن

عامل اصلی کار کاربراتور ایجاد خلأ در روی مجرای خروج سوخت (ژیگلور) است. ایجاد خلاء براساس دو قانون مهم در مکانیک سیالات بنام‌های معادله پیوستگی و معادله برنولی به وجود می‌آید. این کار توسط قسمتی از کاربراتور به نام ونتوری یا گلوگاه انجام می‌گیرد. با باز شدن صفحه گاز هوا توسط سیلندر موتور مکیده شده و به داخل کاربراتور جریان می‌یابد. در هنگام عبور از ونتوری به علت کاهش مقطع عبور سرعت هوا افزایش یافته و فشار محفظه ونتوری کاهش میابد، و مکشی ایجاد می‌کند که به مراتب از سایر مقاطع کاربراتور بیشتر است؛ بنابراین چنانچه مجرای سوخت به این قسمت متصل شود، سوخت مکیده شده و پس از مخلوط شدن با هوا به داخل سیلندر وارد می‌شود. سوخت به حالت اتمیزه با نسبت استکیومتری با هوا ترکیب می‌شود.

## انواع کاربراتور
کاربراتورها را می‌توان از جهات مختلف به سه دسته تقسیم‌بندی کرد:

### براساس جهت حرکت سوخت
- کاربراتور صعودی
- کاربراتور نزولی
- کاربراتور افقی

۱- کاربراتور صعودی:
در این کاربراتور هوای ورودی از پایین کاربراتور وارد شده و در حین بالا رفتن با سوخت پاشیده شده از ژیگلور مخلوط می‌شود از این نوع کاربراتور به دلیل کاهش راندمان حجمی موتور در خودروهای سواری استفاده نمی‌شود و تنها در ماشین‌های کشاورزی و موتورهای دریایی مورد مصرف دارند
۲- کاربراتور نزولی:
در این نوع کاربراتور هوای ورودی از بالای کاربراتور وارد شده و با سوخت تحت تأثیر نیروی جاذبه مخلوط شده و حرکت می‌کند این نوع از کاربراتور راندمان حجمی بالایی دارد
۳- کاربراتور افقی:
در این نوع کاربراتور سوخت و هوا به صورت افقی حرکت کرده و راندمان حجمی کمتری از کاربراتور نوع نزولی دارد

### بر اساس ونتوری
- کاربراتور ونتوری ثابت:

در این نوع کاربراتور جریان هوای عبوری از ونتوری خلأ نسبی یا مکشی ایجاد می‌کند که سبب تخلیه
سوخت از نازل می‌شود تنوع این کاربراتور زیاد است و همگی برا اساس روش مشترکی کار می‌کنند.
- کاربراتور ونتوری متغیر:

در این نوع کاربراتور با تغییر شرایط وارد بر موتور سطح مؤثر ونتوری نیز تغییر می‌کند

### براساس تعداد دهانه
- یک دهانه
- دو دهانه
- چهار دهانه

بیشتر موتورهای کوچک کاربراتور یک دهانه دارند اما استفاده از کاربراتور دو و چهار دهانه‌ای سبب افزایش راندمان حجمی موتور می‌شود که این افزایش راندمان حجمی در دورهای بالا از اهمیت زیادی برخوردار است اگر این سؤال پیش اید که می‌توان از یک کاربراتور تک دهانه با قطر زیاد استفاده کرد باید گفت که در این صورت مکش ونتوری به اندازه‌ای ضعیف خواهد شد که نمی‌توان نسبت سوخت هوا را به وسیلهٔ ان تنظیم کرد

#### کاربراتور یک دهانه
این کاربراتورها دارای یک ونتوری یک پیاله بنزین و یک سوخت پاش است.

#### کاربراتور دو دهانه
این کاربراتور دارای دو ونتوری یک پیاله بنزین مشترک و دو سوخت پاش است این نوع از کاربراتور اساساً دو کاربراتور تک دهانه‌ای است که در یک مجموعه جمع شده‌اند از دهانه دوم به دو روش می‌توان استفاده کرد در روش اول از هر دهانه کاربراتور برای ارسال سوخت – هوا به نیمی از سیلندرها استفاده می‌شود در روش دوم دهانه اول به همه سیلندرها سوخت هوا می‌رساند تا اینکه دریچه گاز مثلاً بیشتر از ۴۵ درجه باز شود از این زمان به بعد دریچه گاز دوم نیز به تدریج باز می‌شود در این طرح عملکرد موتور در دورهای متوسط به بالا بهتر می‌شود

#### کاربراتور چهار دهانه
این کاربراتور دو کاربراتور دو دهانه‌ای است که در یک مجموعه جمع شده‌اند این کاربراتور به صورت مرحله‌ای عمل می‌کند در مرحله اول مانند یک کاربراتور دو دهانه عمل کرده و در مرحله دوم که با ازدیاد خلأ موتور شروع می‌شود مانند یک کاربراتور چهار دهانه عمل می‌کند دو دهانه اول به همه سیلندرها سوخت می‌رسانند با باز شدن بیشتر دریچه گاز دو دهانه بعدی نیز وارد می‌شود این چهار دهانه سوخت هوای اضافی مورد نیاز برای شتاب گرفتن را فراهم می‌کنند